# Службові слова
Службові слова, неповнозначні (систематичні) слова — вільні морфеми, що інтонаційно об'єднуються зі словом, словосполученням чи реченням і виражають, подібно до словотвірних і словозмінних (флексійних)) зв'язаних морфем, різні стосунки між повнозначними словами й реченнями, об'єднуючи їх або надаючи їм різних значеннєвих відтінків. До С. с. в українській мові належать прийменники, сполучники й частки.

## Загальна характеристика
Для службових слів характерні деякі спільні особливості. У фонетичному відношенні вони, як правило, характеризуються ненаголошеністю (винятки в українській мові — частки так і ні), а в тонічних мовах — відсутністю тону; тяжіють до моносилабізму, якщо непохідні. Зазвичай службові слова не членуються на морфеми і не становлять парадигм] (що відрізняє їх, наприклад, від дієслів-зв'язок і допоміжних дієслів в аналітичних формах типу укр. буду читати). Із синтаксичної точки зору вирізняються нездатністю бути членами речення (на відміну від сполучників), проте можуть входити до їх складу поряд з означальними словами.

## Класифікація
За походженням службові слова діляться на першоподібні (непохідні), наприклад укр. у, до, при; і, а, або; би, же, вже, — і непершоподібні (похідні): протягом; незважаючи на те що; нехай, давай. Похідні є колишні означальні слова, що втратили номінативне значення і синтаксичні властивості, характерні для відповідних частин мови, і відокремилися від інших своїх форм в результаті функціонально-семантичного переосмислення.
Число розрядів службових слів, що виділяються за спільністю функцій, відрізняється залежно від мови, а їх семантика значною мірою залежить від типу мови: в аналітичних мовах службові слова (особливо частки) приймають функції, що виконуються в синтетичних мовах афіксами. Багато мовах виділяються релятивні слова (прийменникі або післяйменники), сполучники, частки та артиклі.
Ступінь розвиненості деяких розрядів службових слів пов'язана і зі станом його літературної форми, особливо її писемного різновиду: так, підрядні сполучники найпоширеніші саме в писемній мові

## Вивчення
Термін «службові слова» («службові частини мови») характерний насамперед для української граматичної традиції, історія якої обсяг даного поняття коливався: Ф. І. Буслаєв відносив до них займенники, числівники, прийменники, сполучники, займенникові прислівники та допоміжні дієслова, М. Пешковський — тільки прийменники та сполучники, Л. В. Щерба — дієслівні зв'язки (бути, є), прийменники, сполучники, сполучні слова. В академічній граматиці закріпилася думка В. В. Виноградова, згідно з якою до службових слів відносяться «частки мовлення»: частки, прийменники та сполучники.
У зарубіжній лінгвістиці зазвичай не протиставляються службові та означальні частини мови, хоча іноді виділяється категорія відносних слів, що включає артиклі, прийменники (післялоги) та сполучники. Французька лінгвістична традиція відносить до службових слів і займенник.